# سینگلتون، لانکاشر
سینگلتون (به انگلیسی: Singleton) یک روستا و محله مدنی در بریتانیا است که در Fylde واقع شده‌است. سینگلتون ۸۸۹ نفر جمعیت دارد.